# 五條市立西吉野農業高等学校
五條市立西吉野農業高等学校（ごじょうしりつ にしよしの のうぎょう こうとうがっこう）は、奈良県五條市西吉野町江出に所在する市立農業高等学校である。

## 概要
2021年（令和3年）度末まで五條市立奈良県立五條高等学校賀名生分校（ごじょうしりつ ならけんりつ ごじょう こうとうがっこう あのう ぶんこう, 英: Gojo Municipal Ano Branch of Nara Prefectural Gojo Senior High School）であった。

### スクール・ミッション
農業の学びを活かし、広く社会や地域の発展に貢献する自立した人材の育成

### 教育目標
高い志をもち、広く社会や地域の発展に貢献する自立した人材を育成する。

#### 目指す学校像
- 「できない」が「できる」に、日々成長できる学校
- 通うことが楽しみな学校[1]

#### 目指す生徒像
- 自立した人として広い視野をもち、社会や地域に貢献する生徒
- 生涯にわたり学び、挑戦し続け、自ら課題を発見・解決する生徒
- 思いやりがあり、コミュニケーション力に優れ、協働できる生徒[1]

### 教育方針
- 主体的に学び、変化する社会に対応できる確かな学力を培う。
- 他の人を思いやる豊かな心を育て、人権を尊重し、社会に貢献する精神を育む。
- 健康、安全についての知識を深め、健康保持に努めるたくましい心身を養う[1]。

#### アドミッション・ポリシー
入学者選抜を経て、以下のような生徒を受け入れる。
- 本校の使命や教育方針を理解する生徒
- 農業に『夢・志』のある生徒
- 実践的な学びを求める生徒
- 基礎的な学力が身に付いており、主体的に学ぶ生徒[1]

#### カリキュラム・ポリシー
変化する社会に対応できる確かな学力、人権を尊重し他の人を思いや豊かな心、健康でたくましい心身を養うことを教育方針とし、その実現のために以下の教育を行う。
- スマート農業など農業の先進技術見学・体験の授業や地域農業に関する学校設定科目を開設して、農業の即戦力の人材を育成する。
- 地元協力農家や農業法人で農業実習や就労体験活動を実施して、プロ農家の高い技術と豊富な知識を学ぶとともに、社会性を身に付け、正しい職業観の育成を目指す。
- 各教科の学びを連携させ、自ら課題を発見し解決することにより、思考力・判断力・表現力を育成する。
- 基本的生活習慣・社会的生活習慣を身に付け、規範意識や高い倫理観を育てる。
- 学校行事、課外活動、ボランティア活動などを通して視野を広げ、主体性と協働意識、他者尊重と社会貢献の精神を育てる[1]。

#### グラデュエーション・ポリシー
以下の資質能力を身に付け、74単位以上の単位数を修得した生徒に卒業を認定する。
- 「農業担い手」として必要な基礎的、専門的な技術と知識を有している。
- 実習中心の学びを通じて、よりよい勤労観・職業観を身に付けている。
- 他者と協働して社会や地域に貢献する熱意と意欲にあふれる[1]。

#### 校訓
校訓は、不撓不屈である。

## 沿革

### 略歴
1950年（昭和25年）に奈良県立五條高等学校の昼間定時制の分校として開校した。開校当初は農業と家庭に関する学科を有していたが、家庭に関する学科は2017年度より募集を停止した。分校時代より五條市立であったが、本校である五條高等学校は県立である。2010年（平成22年）に分校創立60周年を迎え、2018年より果樹農業後継者を対象に県外生（定員内無制限）の受け入れを行なっている。2021年4月より、五條市立西吉野農業高校として独立校となった。

### 年表
- 1950年（昭和25年）5月1日 - 賀名生村により、奈良県立五條高等学校賀名生分校が賀名生中学校に併設される。
- 1955年4月 - 賀名生分校独立校舎が竣工（賀名生村神野635）。
- 1959年4月 - 設置者が西吉野村に変更。
- 1966年6月 - 第1回北海道現場実習を実施。
- 1974年5月 - 第1回健康祭を開催[注釈 2]。
- 1980年4月 - 創立30周年記念式典を挙行。
- 1992年（平成4年）- 健康祭を世代交流活動「ふれあい健康祭」に改称。
- 2000年10月 - 創立50周年記念式典を挙行。
- 2004年9月 - 校舎を移転（西吉野村黒渕888）[注釈 3]。
- 2005年9月 - 設置者が五條市に変更。
- 2010年11月 - 創立60周年記念式典を挙行。
- 2015年7月 - 北海道現場実習50周年記念行事を挙行（於：北海道余市町）。
- 2017年 - 家庭科の生徒募集を停止。
- 2018年4月 - 全国募集をスタート（県外から17名入学）。
- 2020年（令和2年）12月 - 創立70周年記念式典を挙行。
- 2021年
  - 3月31日 - 五條市立奈良県立五條高等学校賀名生分校閉校。
  - 4月1日 - 五條市立西吉野農業高校開校（在校生は学籍異動）[2][3]。同時に、2020年3月までの西吉野中学校校舎に移転。

## 基礎データ

### 所在地
- 奈良県五條市西吉野町江出174-1

### 通学区域
- 奈良県内全域
- 設定無し[注釈 1]

### アクセス
- 奈良交通「西吉野農業高校」停留所下車すぐ

## 設置する課程、学科及び定員
- 定時制課程
  - 農業科 - 120名（募集人員30名上限、特色選抜；全国募集）[4]

### 生徒募集

#### 入学者全国募集
以下の枠組みで特色選抜で全国募集を実施する。
- 奈良県外に居住している者で、4年間、果樹を中心に野菜・草花の生産技術などを、地元農家の協力のもと実習中心に学び、農業の担い手として学習成果を地域に返す意欲のある生徒[4]

遠方からの進学者のために寮が設置されている。

## 学校行事
- 2学期制（前期・後期制）をとっている。
- 6月と11月にそれぞれ2週間、農作業の手伝いのための農繁期休業期間を設けている。

### 前期
- 4月 - 入学式、受入式、新入生歓迎球技大会
- 5月 - ふれあい健康祭（地域の高齢者との交流会）
- 6月 - 前期中間考査、春期農繁期休業（2週間）
- 7月 - 4年北海道現場実習（選抜制。北海道余市郡余市町の大規模農家に10日間ホームステイをする）、夏期休業
- 8月 - 夏期休業
- 9月 - 校内生活体験発表会、社会奉仕活動、体育大会（4年に1回実施。赤・黄・青の3色に分かれる）
- 10月 - 3年修学旅行、校外学習、前期期末考査

### 後期
- 11月 - 秋期農繁期休業（2週間）、中学生の高校見学、収穫祭
- 12月 - 冬季休業
- 1月 - 後期中間考査、耐寒訓練、校内マラソン大会
- 2月 - 卒業茶会、学年末考査
- 3月 - 卒業式

## 部活動

### 文化部
- 写真部
- 音楽部
- 囲碁部
- 漫画研究部

### 体育部
- 陸上部
- 卓球部
- 軟式野球部
- バスケットボール部（同好会）

- 農業クラブ
- ボランティア部